# Kotten (Overath)
Kotten ist ein Ortsteil von Overath im Rheinisch-Bergischen Kreis in Nordrhein-Westfalen, Deutschland.

## Lage und Beschreibung
Der kleine, landwirtschaftlich geprägter Ortsteil Kotten liegt zwischen der Bundesautobahn 4, der Landesstraße 84 (die hier Hohkeppler Straße heißt) und der Rappenhohner Straße. Naheliegende Ortschaften sind Weberhöhe, Wüsterhöhe, Oberbech und Rappenhohn.
Ein Zufluss des Diepenbroicher Bachs entspringt bei Kotten.

## Geschichte
Ein Kotten beschreibt im Bergischen Land ein einfaches Wohnhaus bzw. Gebäude zum Ausüben eines Gewerbes oder Nebenerwerbs oder ein landwirtschaftliches Anwesen mit geringerer Größe als ein Vollhof.
Die Topographia Ducatus Montani des Erich Philipp Ploennies, Blatt Amt Steinbach, belegt, dass der Wohnplatz bereits 1715 zwei Hofstellen besaß, die als Kotten beschriftet sind. Carl Friedrich von Wiebeking benennt die Hofschaft auf seiner Charte des Herzogthums Berg 1789 ebenfalls als Kotten. Aus ihr geht hervor, dass der Ort zu dieser Zeit Teil der Honschaft Balken im Kirchspiel Overath war.
Der Ort ist auf der Topographischen Aufnahme der Rheinlande von 1817 als Kotten verzeichnet. Die Preußische Uraufnahme von 1845 zeigt den Wohnplatz ebenso unter dem Namen Kotten. Ab der Preußischen Neuaufnahme von 1892 ist der Ort auf Messtischblättern regelmäßig als Kotten verzeichnet.
1822 lebten 15 Menschen im als Hof kategorisierten Ort, der nach dem Zusammenbruch der napoleonischen Administration und deren Ablösung zur Bürgermeisterei Overath im Kreis Mülheim am Rhein gehörte. Für das Jahr 1830 werden für den als Kotten bezeichneten Ort 19 Einwohner angegeben. Der 1845 laut der Uebersicht des Regierungs-Bezirks Cöln als Hof kategorisierte und Kotten bezeichnete Ort besaß zu dieser Zeit drei Wohngebäude mit 30 Einwohnern, alle katholischen Bekenntnisses. Die Gemeinde- und Gutbezirksstatistik der Rheinprovinz führt Kotten 1871 mit vier Wohnhäusern und 30 Einwohnern auf. Im Gemeindelexikon für die Provinz Rheinland von 1888 werden für Kotten fünf Wohnhäuser mit 29 Einwohnern angegeben. 1895 besitzt der Ort fünf Wohnhäuser mit 23 Einwohnern, 1905 werden sechs Wohnhäuser und 34 Einwohner angegeben.